# Crimen en Ucrania

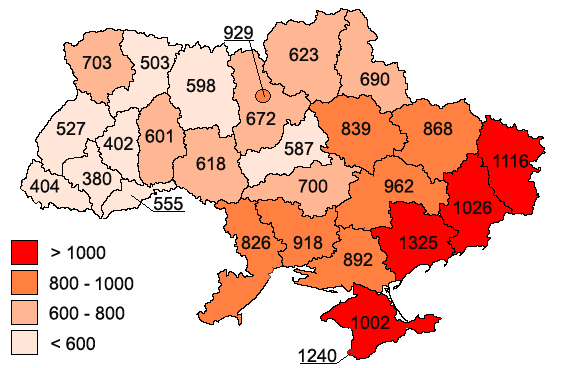
El número de delitos registrados por Óblast de Ucrania en el año 2008. Las regiones más oscuras son donde más delitos se comete

El Crimen en Ucrania es combatido por la policía ucraniana y otras agencias. Debido a la difícil situación económica de la década de 1990, la tasa de delincuencia aumentó y alcanzó su punto máximo en el año 2000. Después de este pico, la tasa de delincuencia comenzó a disminuir hasta el año 2009. En este año, la crisis financiera mundial llegó a Ucrania. Desde 2017, la situación con el crimen comenzó a mejorar. Los datos preliminares de delincuencia de 2020 eran los más bajos en una década.

## Crimen por tipo

### Asesinato
En 2010, Ucrania tenía una tasa de homicidios de 4,3 por cada 100.000 habitantes. Hubo un total de 1.988 asesinatos en Ucrania en 2010. En 2017, el 0,3 % de los delitos ucranianos fueron homicidios. En 2016, la policía ucraniana investigó 1.707 asesinatos y en 2017, 1.397.

### Corrupción
La corrupción es un problema generalizado y creciente en la sociedad ucraniana. En el Índice de Percepción de la Corrupción de Transparencia Internacional de 2014, Ucrania ocupó el puesto 142 entre los 175 países investigados (empatado con Uganda y las Comoras).
Los sobornos se dan para garantizar que los servicios públicos se entreguen a tiempo o en absoluto. Los ucranianos declararon que dan sobornos porque creen que es la costumbre y lo esperado. Según una encuesta sociológica de Management Systems International (MSI) de 2008, los niveles más altos de corrupción se encontraron en la inspección de vehículos (57,5 %), la policía (54,2 %), la atención médica (54 %), los tribunales (49%) y educación superior (43,6%). El 8 de junio de 2011, el presidente ucraniano, Viktor Yanukovych, declaró que la corrupción le cuesta al presupuesto estatal 2500 millones de dólares estadounidenses en ingresos anuales y que a través de tratos corruptos en la contratación pública del 10% al 15% (7400 millones de dólares estadounidenses) del presupuesto estatal "termina en los bolsillos de los funcionarios".
Según la Agencia de los Estados Unidos para el Desarrollo Internacional (USAID), las principales causas de la corrupción en Ucrania son un sistema de justicia débil y un gobierno poco transparente y controlador en exceso combinado con lazos político-empresariales y una sociedad civil débil. La corrupción se discute regularmente en los medios ucranianos.
En mayo de 2018, la presidenta de Estonia, Kersti Kaljulaid , declaró que la corrupción es el principal factor que frena el desarrollo de Ucrania y que solo puede resolverse con una fuerte voluntad política después de una reunión con el jefe de la Oficina Nacional Anticorrupción de Ucrania ( NABU), Artem Sytnyk.

### Robo
En 2017, el segmento principal de delitos fue el robo con una proporción del 52 % del total de delitos en Ucrania.

### Terrorismo
Según las estadísticas oficiales, hubo 126 actos terroristas en suelo ucraniano cada mes en 2014, 108 en 2015, 155 en 2016 y 124 en 2017.
Desde 2014 hasta fines de 2017, se registraron 5.804 casos penales como 'actos de terror', o 129 ataques terroristas por mes en promedio. En este lapso de tiempo, 15 personas fueron condenadas por terrorismo.